# Bashundhara Kings
El Bashundhara Kings (en bengalí: বসুন্ধরা কিংস) es un club de fútbol de la ciudad de Nilphamari, Bangladés fundado en el año 2013. Desde 2018 compite en la Liga Premier de Bangladés y su sede principal es el Sheikh Kamal Stadium.

## Historia
El club inició su actividad del fútbol en el año 2016 al participar en la DCC (N&S) Pioneer League, donde finalizó en la tercera posición. Posteriormente fue promovido a la Tercera División pero decidió optar por la Bangladesh Championship League, equivalente a una segunda categoría. Su cambio se debió a que reunían las condiciones para participar. El 30 de marzo de 2017, el equipo logró el aval para de la Federación de Fútbol de Bangladés en su meta de llegar a la máxima división.
El 13 de mayo de 2017, logró la inscripción de la Bangladesh Championship League. Oficialmente, el exdelantero nacional Rokonuzzaman Kanchan fue nombrado por el club como el capitán para esa temporada.

### Temporada 2017-2018
Bashundhara Kings jugó su primer partido oficial contra el Uttar Baridhara el 7 de agosto de 2017 en la disputa del Bangladesh Championship League. Ripon Biswas anotó el gol histórico del equipo en esta categoría.
El 18 de agosto de 2017, el equipo saboreó su primera victoria en la liga tras derrotar al NoFeL Sporting Club con marcador ajustado de 1-0. El capitán Rokonuzzaman Kanchan fue quien marcó el gol.
El 4 de noviembre de 2017, Kings confirmaron su participación a la Primera División donde se quedaron con el primer lugar luego de vencer con cifras de 2-1 dramáticamente al Agrani Bank con un partido de antelación para el cierre de la temporada.
El atacante Kanchan finalizó como el máximo anotador del club con once goles, por detrás de los doce que realizó Ariful Islam del NoFeL Sporting Club. El 11 de noviembre de 2017, el conjunto se alzó con el trofeo de campeón.

### Temporada 2018-2019
El 29 de julio de 2018, Bashundhara Kings oficialmente inició su búsqueda de futbolistas para reforzar su planilla de cara a la temporada 2018-19 de la Primera División. Firmó en primera instancia al delantero Tawhidul Alam Sabuz, al defensor Nurul Nayeem Faisal y al centrocampista Mohammad Ibrahim.
El 5 de septiembre de 2018, anunció al español Óscar Bruzón como el nuevo entrenador para la temporada, siendo el primer extranjero en la historia del equipo.
El 16 de septiembre de 2018, Bashundhara Kings formalmente firmó el contrato con el delantero costarricense Daniel Colindres para esta temporada, quien fuera parte de la nómina de su país que disputó el Mundial de Rusia de ese año.
El 21 de septiembre de 2018, Kings jugó su primer partido en casa en el Sheikh Kamal Stadium contra New Radiant SC de Maldivas como parte de un fogueo previo a la temporada. El equipo logró la victoria de 4-1 con los goles de Kervens Belfort, Ousman Jallow, Tawhidul Alam Sabuz y Mahbubur Rahman Sufil.
El día 13 de octubre, el equipo anunció la lista oficial de 32 futbolistas con los cuales haría frente a la temporada de liga, con tres extranjeros incluidos.

## Uniforme
| Periodo   | Proveedor | Patrocinador      |
| --------- | --------- | ----------------- |
| 2017–Act. | Ninguno   | Bashundhara Group |

Actualmente el equipo tiene su sede en el Sheikh Kamal Stadium que tiene capacidad de 21.359 espectadores. Posee las dimensiones 125x125 metros y es propiedad del National Sports Council.

## Organigrama deportivo

### Cuerpo técnico
Actualización: septiembre de 2018.
| Posición               | Nombre                                 |
| ---------------------- | -------------------------------------- |
| Entrenador             | Óscar Bruzón                           |
| Asistentes técnicos    | Mahabub Hossain Roksy Abu Ahmed Faysal |
| Entrenador de porteros | Salim Miah                             |
| Preparador físico      | Javier Sánchez Flores                  |
| Fisioterapeuta         | Abu Sufian Sarkar                      |
| Jefe de planeación     | Bayazid Alam Zubair Nipu               |

## Estadísticas

### Entrenadores
Actualización: septiembre de 2018.
| Entrenador           | Desde              | Hasta             | PJ | PG | PE | PP | GF  | GC | Efect. |
| -------------------- | ------------------ | ----------------- | -- | -- | -- | -- | --- | -- | ------ |
| Mohammad Asifuzzaman | Agosto de 2017     | Noviembre de 2017 | 18 | 10 | 5  | 3  | 23  | 19 | 64.81% |
| Óscar Bruzón         | Septiembre de 2018 | —                 | 96 | 75 | 14 | 9  | 217 | 81 | 82.99% |

PJ – Partidos jugados
PG – Partidos ganados
PE – Partidos empatados
PP – Partidos perdidos
GF – Goles a favor
GC – Goles en contra

Efect. – Efectividad

### Goleadores
| Temporada       | Jugador                               | Goles |
| --------------- | ------------------------------------- | ----- |
| 2017-18 2018-19 | Rokonuzzaman Kanchan Daniel Colindres | 11/11 |

## Palmarés

### Liga
- Liga Premier de Bangladés (5): 2018–19, 2021, 2022, 2022/23, 2023/24
- Bangladesh Championship League (1): 2017–18

### Copas
- Copa Federación de Bangladés (2): 2019–20, 2020-21
- Independence Cup (1): 2018–19

## Participación en AFC
| Temporada | Torneo               | Ronda          | Club            | Casa | Visita | Goleador(es)      | Goles |
| --------- | -------------------- | -------------- | --------------- | ---- | ------ | ----------------- | ----- |
| 2020      | AFC Cup              | Fase de grupos | TC Sports Club  | 5–1  |        | Hernan Barcos     | 4     |
| 2021      | AFC Cup              | Fase de grupos | Maziya          | 2–0  |        | Robinho Fernandes | 1     |
| 2021      | AFC Cup              | Fase de grupos | Bengaluru       | 0–0  |        | Robinho Fernandes | 1     |
| 2021      | AFC Cup              | Fase de grupos | ATK Mohun Bagan | 1–1  |        | Robinho Fernandes | 1     |
| 2022      | AFC Cup              | Fase de grupos | Maziya          | 1–0  |        | Nuha Marong       | 2     |
| 2022      | AFC Cup              | Fase de grupos | ATK Mohun Bagan | 0–4  |        | Nuha Marong       | 2     |
| 2022      | AFC Cup              | Fase de grupos | Gokulam Kerala  | 2–1  |        | Nuha Marong       | 2     |
| 2023/24   | AFC Champions League | Preliminar     | Sharjah FC      |      | 0-4    |                   |       |